# Ulrich III. (Hanau)

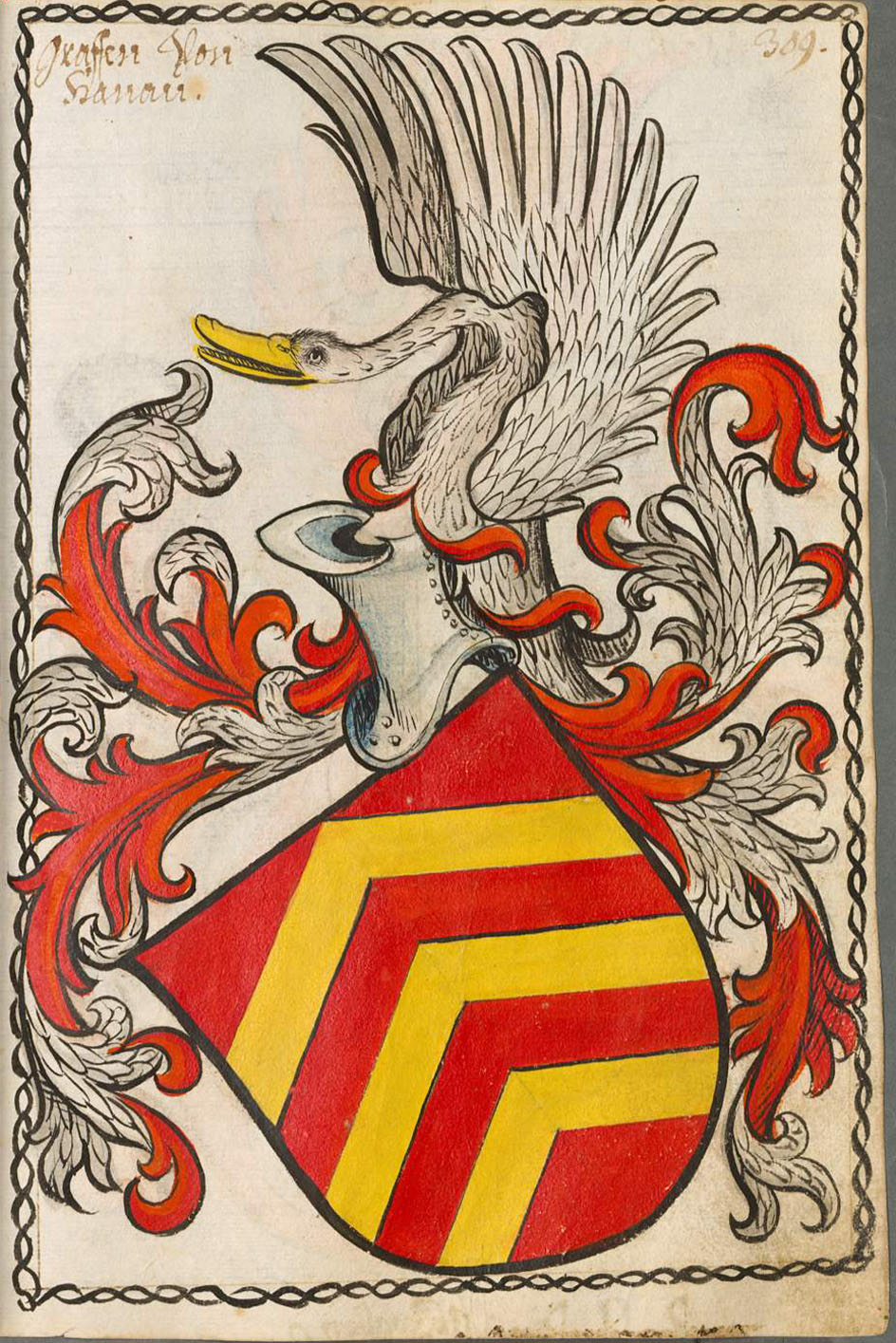
Wappen von Hanau

Ulrich III. von Hanau (* um 1310; † 1369/70, bestattet im Kloster Arnsburg) war 1346 bis 1369/70 Herr von Hanau und Landvogt in der Wetterau.

## Herkunft
Ulrich III. stammte aus dem Adelsgeschlecht Hanau und wurde um 1310 als ältester Sohn Ulrichs II. von Hanau und seiner Frau, Agnes von Hohenlohe, geboren. Das Geburtsjahr ergibt sich aufgrund des Heiratsdatums seiner Eltern einerseits und der Tatsache, dass er 1327 heiraten sollte.

## Regierung
Schon vor dem Tod seines Vaters 1346 war Ulrich III. politisch aktiv. Seit 1343 nahm er zusammen mit Kuno von Falkenstein die Vormundschaft in Falkenstein-Münzenberg wahr.
In den Jahren 1349 und 1357 wüteten die ersten der großen mittelalterlichen Pestwellen. Nachrichten dazu gibt es aus Hanau keine. Im benachbarten Frankfurt am Main sollen innerhalb von 200 Tagen 2000 Menschen gestorben sein. Ulrich III. und seine Familie waren davon offensichtlich persönlich nicht betroffen. Todesfälle in seiner Familie, die mit der Pest in Verbindung gebracht werden können, lassen sich nicht nachweisen. Im Zusammenhang mit der Pest fand auch in der Stadt Hanau ein Pogrom gegen die Juden statt, die komplett vertrieben wurden. Sie wurden der Brandstiftung bezichtigt.

### Innenpolitik
Die Finanzpolitik in der Herrschaft Hanau war unter seiner Regierung offensichtlich sehr erfolgreich. Trotz der kostspieligen Kriegszüge und Fehden verfügte er immer über ausreichend Geld, um Verbündeten Kredite zu gewähren, verpfändete Gebiete einzulösen und selbst Pfänder zu erwerben.
1368 erlangt er für seine Dörfer Bruchköbel und Marköbel das Stadtrecht vom König, was in der Praxis aber für deren Entwicklung keine Folgen hatte. Für seine Stadt Babenhausen erhielt er das Münzrecht.
In seiner Regierungszeit kam es vermehrt zu Auseinandersetzungen und Vergleichen zwischen ihm und anderen Territorialherren einerseits und insbesondere der Stadt Frankfurt andererseits, da eine merkliche Migration vom Land in die Stadt einsetzte und somit den Herren Untertanen und Steuern entzog.

### Politik im Reich
Ulrich III. verfolgte die königsnahe Politik seiner Vorgänger weiter. Dies ermöglichte ihm, seine Rechte rund um Frankfurt zu stärken, insbesondere im Bereich des Amtes Bornheimerberg. Es gelang ihm, das Amt des Reichsschultheißen von Frankfurt am Main (1349) und den Frankfurter Stadtwald (1360) als Pfand durch Kreditvergabe an den Kaiser in die Hand zu bekommen. Damit drohte er Frankfurt von außen einzuschließen und dessen Selbständigkeit von innen heraus auszuhöhlen, zumal sich dort ein Dauerkonflikt zwischen Patriziern und Handwerkern entwickelt hatte. Er wirkte dabei schon 1358 als Schiedsmann zwischen den Parteien.

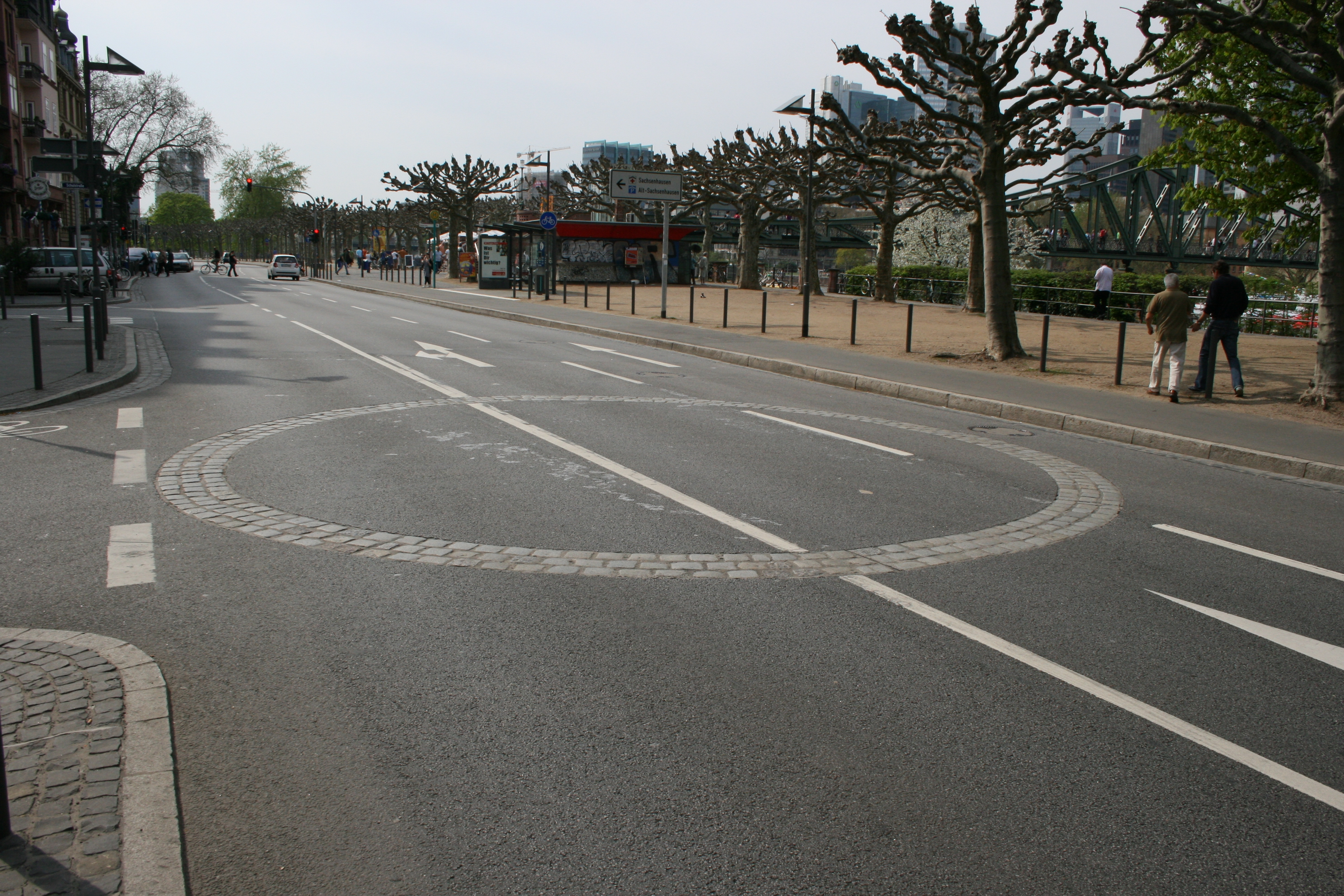
Die Lage des Ulrichsteins (ehemals Teil der Frankfurter Stadtbefestigung) wird heute durch einen in den Straßenbelag eingelassenen Steinring markiert.

Wahrscheinlich ließ Ulrich III. im Zusammenhang mit dieser „Einkreisungspolitik“ auch den Ulrichstein als Zwingburg oder Zollturm vor Frankfurt-Sachsenhausen errichten, mit dem er seine Interessen gegen die Stadt zu wahren suchte. (Gelegentlich wird auch eine Erbauung durch Ulrich I. von Münzenberg (1217–1240) vermutet.) Der Turm wurde erstmals 1391 im Verzeichnis der Frankfurter Pforten und Türme urkundlich erwähnt, befand sich zu dieser Zeit als Teil der Sachsenhäuser Stadtmauer also bereits im Besitz der Stadt.
Um diese Einkreisung zu beenden, löste aufgrund seiner exzellenten Beziehungen zum Kaiserhof der Frankfurter Patrizier und spätere Frankfurter Bürgermeister Siegfried zum Paradies 1363 und 1366 die beiden Pfänder für den Kaiser aus und übernahm sie selbst. Langfristig war dem König vermutlich eher an einer zahlungskräftigen Stadt als an einem mächtigen Territorialherren gelegen.
1354 erlangte Ulrich die Kontrolle über die Schelmenburg, Stammsitz der Schelme von Bergen in Frankfurt-Bergen-Enkheim. Darüber hinaus gelang es Ulrich III., für seine Herrschaft Anteile an dem Gericht Ortenberg, dem Amt Altenhaßlau und dem Amt Jossgrund zu erwerben. Er arrondierte den Hanauer Besitz durch Zukäufe und Pfandschaften. Dazu zählten 1357 Lehen im Kloster Fulda, Anteile an Somborn, Alzenau, Wilmundsheim vor der Hart und Hörstein – alles Dörfer im Freigericht Alzenau, ein Sechstel von Münzenberg und Assenheim und Anteile an Gronau. Weiter gelang es ihm, 1367 den Anteil Hanaus an dem mit Falkenstein gemeinsamen Rodheim auf die Hälfte aufzustocken.
Ulrich III. nahm 1356 an den Reichstagen in Metz und Nürnberg teil, auf denen letztendlich die Goldene Bulle ausgefertigt wurde. Vom König erhielt er Zollprivilegien in Steinau an der Straße (Handelsstraße Frankfurt – Leipzig), Sterbfritz (Fulda-Würzburg) und Kesselstadt (Main). 1363/64 nahm er an militärischen Aktionen des Deutschen Ordens in Preußen teil.

### Landvogt in der Wetterau
Ulrich III. wirkte aktiv an der Landfriedenspolitik seiner Zeit mit. König Karl IV. ernannte ihn am 8. Juni 1349 zum Landvogt in der Wetterau. Aus dieser Stellung heraus kämpfte er in den Jahren 1356–1366 mehrfach gegen andere regional bedeutende Herren, so gegen Philipp von Isenburg-Grenzau, dessen Burg Villmar er 1359 einnahm und gegen Philipp den Älteren von Falkenstein 1364–1366, bei dieser, sogenannten Falkensteiner Fehde waren seine Verbündeten die vier Reichsstädte Frankfurt, Friedberg, Wetzlar und Gelnhausen und der Erzbischof Kuno von Trier.

### Wappen

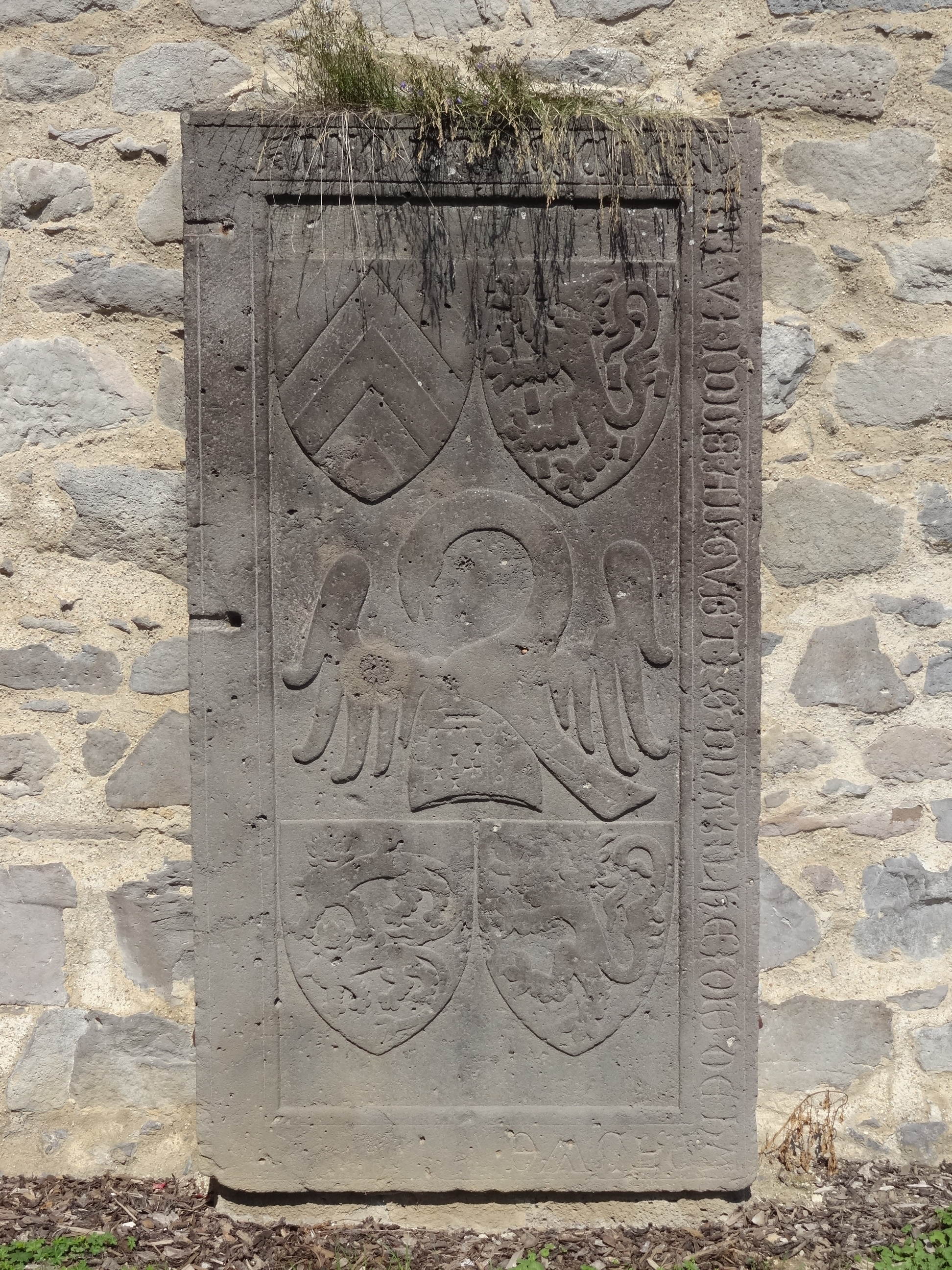
Grabplatte Adelheid Gräfin von Hanau 1344, Arnsburg

Unter Ulrich III. erhielt das Wappen der Herrschaft Hanau seine endgültige Gestalt. Die Ähnlichkeit des Hanauer Wappens mit dem der Grafen von Rieneck und die identische Helmzier führten zum Streit, der 1367 mit einem Vergleich beendet wurde: Rieneck führte nun einen ganzen stehenden, Hanau aber einen wachsenden halben Schwan als Helmzier. In dieser Form erhielt sich das Wappen und wird heute so noch von der Stadt Hanau verwendet.

## Familie
1327 oder später heiratete Ulrich III. Gräfin Adelheid von Nassau († 8. August 1344), Tochter des Grafen Gerlach I. von Nassau. Ihr Grabstein ist in Kloster Arnsburg erhalten. Aus dieser Ehe sind fünf Kinder bekannt. Die Reihenfolge der Söhne ergibt sich aus ihrer weltlichen und geistlichen Stellung. Wie sich dem die Töchter zuordnen, ist unbekannt. Die Söhne sind deshalb vorangestellt:
1. Ulrich IV. (* um 1330; † 1380), folgt seinem Vater 1369/70
2. Reinhard (* um 1330; † Anf. 15. Jh.), Kanoniker
3. Elisabeth von Hanau (* um 1330; † nach 1384), verheiratet mit Wilhelm II. von Katzenelnbogen
4. Agnes wird 1346 als Nonne im Kloster Klarenthal bei Wiesbaden erwähnt. Sie ist am 4. August eines unbekannten Jahres gestorben[5].
5. Anna war 1396 Äbtissin im Kloster Patershausen

## Vorfahren
| Ahnentafel von Ulrich III. von Hanau | Ahnentafel von Ulrich III. von Hanau                                                                | Ahnentafel von Ulrich III. von Hanau                                                                | Ahnentafel von Ulrich III. von Hanau                                                                                 | Ahnentafel von Ulrich III. von Hanau                                                                         | Ahnentafel von Ulrich III. von Hanau | Ahnentafel von Ulrich III. von Hanau |
| ------------------------------------ | --------------------------------------------------------------------------------------------------- | --------------------------------------------------------------------------------------------------- | --- | --- | ------------------------------------ | ------------------------------------ |
| Urgroßeltern                         | Reinhard I. von Hanau (* vor 1243; † 1281) ⚭ Adelheid von Hagen-Münzenberg († 1291)                 | Ludwig von Rieneck-Rothenfels († 1289) ⚭ Udehilt von Grumbach und Rotenfels († 1300)                | Gottfried von Hohenlohe, Graf der Romagna (nachgewiesen: 1219–1266) ⚭ Richza von Krautheim (nachgewiesen: 1224–1263) | Graf Friedrich von Truhendingen-Dillingen († 1274) 2. ⚭ vmtl. Margaretha von Andechs-Meranien († 1271)       |                                      |                                      |
| Großeltern                           | Ulrich I. von Hanau (* 1250/60; † 1305/06) ⚭ Elisabeth von Rieneck-Rotenfels (* um 1260; † um 1300) | Ulrich I. von Hanau (* 1250/60; † 1305/06) ⚭ Elisabeth von Rieneck-Rotenfels (* um 1260; † um 1300) | Kraft I. von Hohenlohe-Weikersheim (nachgewiesen 1260–1312) 2. ⚭ vmtl. Margarethe von Truhendingen-Dillingen         | Kraft I. von Hohenlohe-Weikersheim (nachgewiesen 1260–1312) 2. ⚭ vmtl. Margarethe von Truhendingen-Dillingen |                                      |                                      |
| Eltern                               | Ulrich II. von Hanau (* 1280; † 1346) ⚭ Agnes von Hohenlohe-Weikersheim (* vor 1295; † 1346)        | Ulrich II. von Hanau (* 1280; † 1346) ⚭ Agnes von Hohenlohe-Weikersheim (* vor 1295; † 1346)        | Ulrich II. von Hanau (* 1280; † 1346) ⚭ Agnes von Hohenlohe-Weikersheim (* vor 1295; † 1346)                         | Ulrich II. von Hanau (* 1280; † 1346) ⚭ Agnes von Hohenlohe-Weikersheim (* vor 1295; † 1346)                 |                                      |                                      |
| Ulrich III.                          | | | | |                                      |                                      |